# Sophisticated Lady (альбом Джули Лондон)
Sophisticated Lady —  студийный альбом американской певицы Джули Лондон, выпущенный в 1962 году на лейбле Liberty Records. Продюсером альбома выступил Саймон Уоронкер.

## Отзывы критиков
Ник Дедина из AllMusic заявил, что «sophisticated» (с англ. — «утонченный») — правильное слово, чтобы описать классный вокальный подход Джули Лондон, однако по его мнению, именно аранжировки и исполнение оркестра, а не вокальное исполнение, делают этот альбом посредственным. В журнале же Billboard напротив высоко оценили альбом, отметив, что Лондон вновь представляет хорошую коллекцию томных мелодий, которые так подходят её стилю исполнения.

## Список композиций
| №  | Название                                 | Автор(ы)                                   | Длительность |
| -- | ---------------------------------------- | ------------------------------------------ | ------------ |
| 1. | «Sophisticated Lady»                     | Дюк Эллингтон, Митчелл Пэриш, Ирвинг Миллс | 2:37         |
| 2. | «Blame It On My Youth»                   | Оскар Левант, Эдвард Хейман                | 2:35         |
| 3. | «Make It Another Old-Fashioned, Please»  | Коул Портер                                | 2:32         |
| 4. | «You’re Blasé»                           | Орд Гамильтон, Брюс Сиевер                 | 3:13         |
| 5. | «Bewitched»                              | Ричард Роджерс, Лоренц Харт                | 2:55         |
| 6. | «Spring Can Really Hang You Up the Most» | Томми Вольф, Фрэн Лэндсман                 | 3:50         |

| №                   | Название                   | Автор(ы)                       | Длительность |
| ------------------- | -------------------------- | ------------------------------ | ------------ |
| 1.                  | «Remind Me»                | Джером Керн, Дороти Филдс      | 3:14         |
| 2.                  | «When She Makes Music»     | Джек Сигал, Марвин Фишер       | 2:43         |
| 3.                  | «When the World Was Young» | М. Филипп-Жерар, Джонни Мерсер | 4:43         |
| 4.                  | «If I Should Lose You»     | Ральф Рэйнгер, Лео Робин       | 2:50         |
| 5.                  | «Where Am I to Go?»        | Бобби Труп, Мэтт Деннис        | 2:55         |
| 6.                  | «Absent Minded Me»         | Жюль Стайн, Боб Меррилл        | 2:23         |
| Общая длительность: | Общая длительность:        | Общая длительность:            | 36:18        |